# Ennenhofen
Ennenhofen ist ein Gemeindeteil der Stadt Marktoberdorf im Landkreis Ostallgäu im bayerischen Regierungsbezirk Schwaben.
Die Siedlung liegt am nordwestlichen Rand des Hauptortes Marktoberdorf und an der Kreisstraße OAL 7. Westlich des Ortes fließt die Wertach und verläuft die B 12, östlich verläuft die B 16.

## Bauwerke

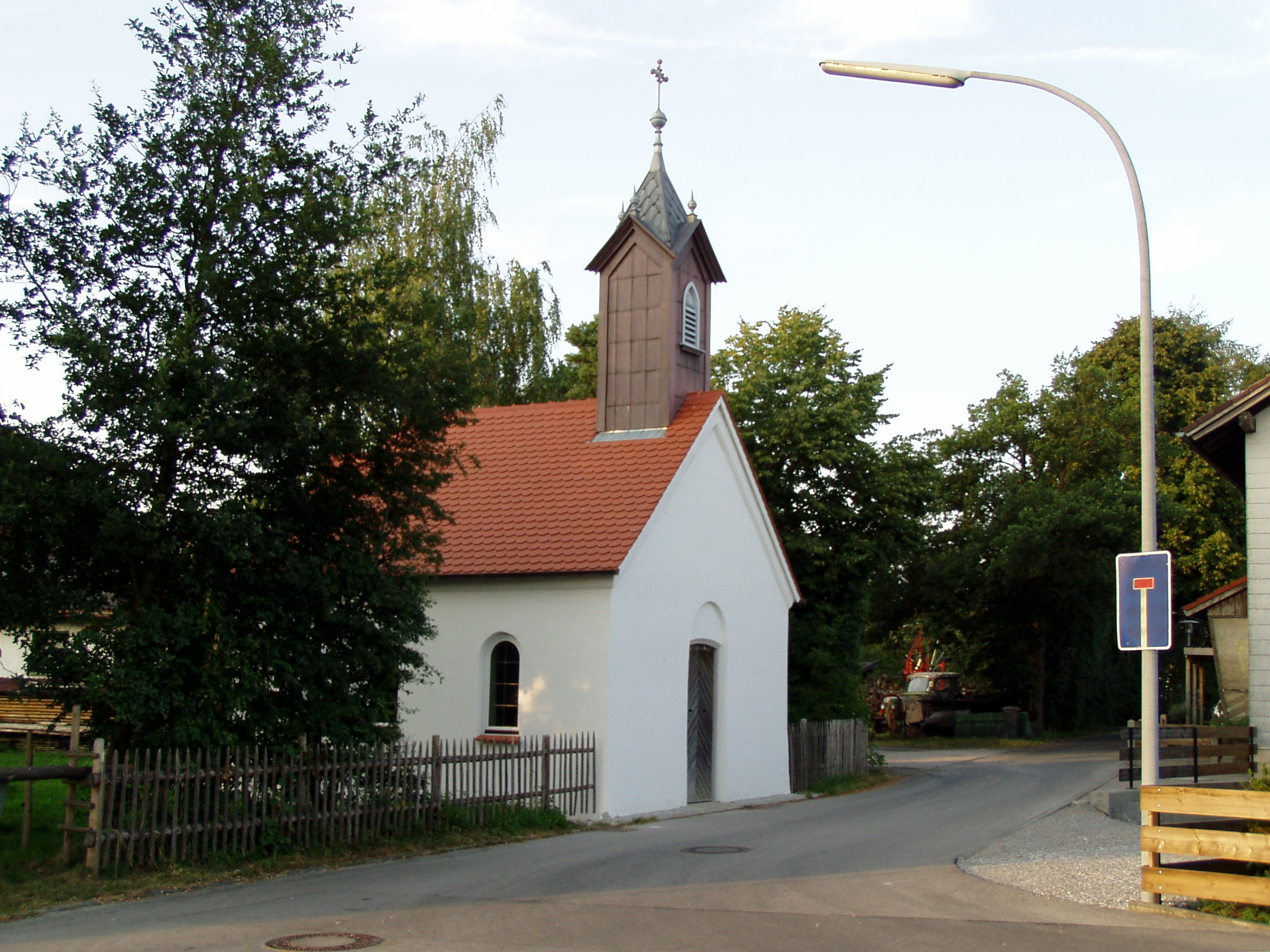
Weilerkapelle (2004)

In der Liste der Baudenkmäler in Marktoberdorf sind für Ennenhofen zwei Baudenkmale aufgeführt, darunter:
- Die 1875 erbaute Weilerkapelle ist ein kleiner Satteldachbau mit südlichem hölzernen Dachreiter und Rundbogenöffnungen.